# Анисимова, Нина Александровна
Ни́на Алекса́ндровна Ани́симова (14 января 1909, Санкт-Петербург — 23 сентября 1979, Ленинград) — артистка балета и балетмейстер, характерная солистка Ленинградского театра оперы и балета в 1929—1958 годах, создательница балетов «Гаянэ» (1942) и «Журавлиная песнь» (1944). Заслуженный деятель искусств РСФСР (1957), лауреат Сталинской премии (1949).

## Биография
Училась в Ленинградском театральном училище у педагогов Агриппины Вагановой, Марии Романовой, Александра Ширяева. В 1926—1927 годах совершенствовалась в характерном танце у Александра Монахова.
После выпуска в 1926 году была принята в балетную труппу Малого оперного театра. В 1927 году перешла в Государственный театр оперы и балета (с 1935 года — имени С. М. Кирова), где была ведущей исполнительницей характерных танцев с 1929 по 1958 год. Выдающаяся характерная танцовщица, она отличалась обжигающим темпераментом, броской манерой исполнения и тонким чувством стиля.
Начиная с 1935 года пробовала себя как балетмейстер. Первой постановкой стала концертная программа «Испанская сюита» в Театре оперы и балета имени С. М. Кирова.
3 февраля 1938 года, в ночь перед сольным концертом в Ленинградской филармонии, была арестована. В качестве вины было предъявлено посещение германского консульства (куда участвовать в концертах и присутствовать на банкетах ведущих артистов театра, в числе которых были солистки Уланова, Вечеслова, Дудинская, Иордан, посылала дирекция театра), общение с иностранцами и получение от них различных подарков. Вскоре после Анисимовой было арестовано ещё несколько артистов.
Официально не установив вины, следствие постановило, что «имущество не конфисковывается; сохраняется право переписки; она имеет право на бессрочное обжалование приговора». Тем не менее, по статье 58 п. 10 Анисимовой было дано 5 лет лагерей, после чего она была отправлена в Карагандинский исправительно-трудовой лагерь. За Анисимову вступились коллеги Сергей Корень и Татьяна Вечеслова; её будущий муж, Константин Державин, изо всех сил пытался доказать абсурдность обвинения. Год спустя, в феврале 1939 года, Анисимова была переведена в Ленинград, в тюрьму КГБ, а в ноябре 1939 года вышла на свободу и затем смогла вернуться на сцену родного театра. Согласно воспоминаниям, после этого в танце Анисимовой «пропала свойственная ей безудержная радость, появились горечь и злость».
Во время войны была в эвакуации — сначала в Перми, затем в Уфе. Её лучшие постановки, сохранившиеся в балетном репертуаре — «Гаянэ» (1942, Пермь) и «Журавлиная песнь» (1944, Уфа) отличались гармоничным сочетанием классической техники с национальным танцем.
В 1963—1974 годах преподавала на балетмейстерском отделении Ленинградской консерватории.
Скончалась 23 сентября 1979 года. Похоронена на Литераторских мостках на Волковском кладбище Санкт-Петербурга.

### Семья
- Была замужем за литературоведом и театральным критиком Константином Державиным (1903—1956).

## Репертуар
Ленинградский театр оперы и балета
- Нирити, «Талисман» Р. Дриго
- Мерседес, «Дон Кихот» Л. Минкуса
- 7 ноября 1932 — Тереза*, «Пламя Парижа» Б. Асафьева
- 10 мая 1937 — Настя*, «Партизанские дни» Б. Асафьева
- 9 декабря 1942 — Айша*, «Гаянэ» А. Хачатуряна в собственной постановке (на сцене Пермского театра оперы и балета)

(*) — первая исполнительница партии.

## Постановки
Ленинградский театр оперы и балета
- 1935 — концертная программа «Испанская сюита»
- 1942 — «Гаянэ» А. Хачатуряна (в эвакуации, на сцене Пермского театра оперы и балета)
- 1946 — «Дуэнья» С. Прокофьева, хореографические номера оперы

Башкирский театр оперы и балета
- 1944—1947, 1952—1955 — «Журавлиная песнь» (либретто Ф. А. Гаскарова, музыка Л. Б. Степанова, сценография Г. Ш. Имашевой (во 2-й редакции — М. Н. Арсланова), ассистент балетмейстера Х. Г. Сафиуллин

Малый театр оперы и балета
- 1949 — «Чудесная фата» С. Заранека
- 1949 — «Коппелия» Л. Делиба
- 1950 — «Шехерезада» на музыку Н. Римского-Корсакова
- 1957 — «Ивушка» О. Евлахова
- 1963 — «Легенда об озере» П. Владигерова, София

## Награды и признание
- 1949 — Сталинская премия II степени — как исполнительнице испанских танцев (в составе участников постановки балета «Раймонда» А. К. Глазунова на сцене ЛАТОБ имени С. М. Кирова)[4]
- 1955 — Орден «Знак Почёта»
- 1957 — Заслуженный деятель искусств РСФСР